# 1996年夏季残疾人奥林匹克运动会丹麦代表团
1996年夏季残疾人奥林匹克运动会丹麦代表团是丹麦派出的1996年夏季残疾人奥林匹克运动会代表团。获得7枚金牌、17枚银牌和17枚铜牌。